# تاديو ألدروتي
تاديو ألدروتي (Taddeo Alderotti) (باللاتينية: Thaddaeus Alderottus ، بالفرنسية: Thaddée de Florence)، طبيب إيطالي وأستاذ للطب في جامعة بولونيا ولد في فلورنسا بين 1206 و 1215 توفي عام 1295. قدم مساهمات علمية مهمة للطب في أوروبا خلال عصر النهضة والعصور الوسطى العليا، وكان من أوائل الذين القوا محاضرة طبية في الجامعة، وله الفضل في تطوير طريقة التقطير بالتجزئة. 
ذكره الشاعر دانتي أليغييري في كتابه الفردوس (الجزء الثاني عشر صفحة 82-85) ووصفه بأنه كان يسعى وراء التعلم ليس لأسباب دينية كنسية بل لأجل الطموح الدنيوي أو العلماني حيث شبهه بالقديس دومينيك. 

## حياته
ولد تاديو ألدروتي في فلورنسا عام 1210، تلقى تعليمه الابتدائي هناك. في منتصف ستينيات القرن التاسع عشر، ذهب ألدروتي إلى مدينة بولونيا المعروفة بتدريس وممارسة الطب. خلال منتصف القرن الرابع عشر، احتكرت جامعات بولونيا ومونبلييه وباريس التعليم الطبي في أوروبا الغربية. وبصفته أستاذ في الطب سرعان ما اكتسب ألدروتي سمعة كمعلم ممتاز وقاد حشودًا كبيرة من الطلاب. اعتمد في محاضراته على أعمال أبقراط وجالينوس وابن سينا، حيث كان قسطنطين الأفريقي قد أحضر هذه الأعمال من شمال إفريقيا في القرن الحادي عشر وقام بترجمتها. 
أصبح الطلاب الذين تعلموا على يد ألدروتي ودرسوا خلال فترة عمله كأستاذ من أفضل الأطباء والأساتذة في الجيل القادم. ومن بين هؤلاء عالم المنطق جنتيلي دا سينجولي؛ الطبيب البابوي بارتولوميو دا فارجينانا؛ دينو ديل جاربو (وهو فيلسوف وطبيب إيطالي)، وتوريسانوس (وهو طبيب فرنسي شرح مؤلفات ابن سينا) وموندينو دي لوتزي (عالم تشريح إيطالي وشارح لمؤلفات جالينوس). 
كان ألدروتي طبيبا ذو سمعة حسنة، ويعالج عددا كبيرا من المرضى بما في ذلك بعض المرضى من خارج بولونيا ويقيمون في أماكن بعيدة مثل مودينا وفيرارا وروما وميلانو. في سن الشيخوخة ، توقف عن ألقاء محاضراته ونقل ممارسته الطبية إلى البندقية.

## مؤلفاته
- Consilia medicinalia. Modern edition, Nardi, Turin, 1937.
- In Claudii Galeni artem parvam commentarii. Naples, 1522.
- Expositiones in arduum aphorismorum Hippocratis volumen, in divinum phognosticorum Hippocratis volumen, in praeclarum regiminis acutorum Hippocratis opus, in subtilissimum Joanniti Isagorgarum libellum. Venice, 1527.
- Sulla conservazione della salute or Libello per conservare la sanitate. (On the preservation of health.) Latin edition, De conservatione sanitatis, Bologna, 1477; Italian edition, G. Manuzzi and L. Razzolini, eds., Florence, 1863.
- (De virtutibus aquae vitae (apocryphal

## أقرأ أيضا
- التقطير بالتجزئة
- التسلسل الزمني لتاريخ الكيمياء